# Dichromate de sodium
Le dichromate de sodium est un composé chimique de formule Na2Cr2O7. Il est généralement utilisé sous sa forme dihydratée, Na2Cr2O7 · 2 H2O. On l'utilise en chimie organique comme un oxydant. En termes de réactivité et d'apparence, il est semblable au dichromate de potassium. Il est considéré cancérigène.
Il a été utilisé par Mungo Ponton en photographie.